# Herb Golubia-Dobrzynia
Herb Golubia-Dobrzynia – jeden z symboli miasta Golub-Dobrzyń w postaci herbu.

## Wygląd i symbolika
Herb przedstawia w czerwonym polu herbowym sylwetkę świętej, ubraną w białą szatę, ze srebrnym nimbem, trzymającą oburącz przed sobą oparty czubkiem o ziemię srebrny miecz. Po prawej i lewej stronie postaci białe gołębie, skierowane dziobami do siebie, siedzące na czarnych pniach drzew. Każdy pień ma po trzy sęki.

## Historia
Herb sprzed 2011 przedstawiał tarczę dzieloną w słup, której oba pola były czerwone. W pierwszym polu, symbolizującym Golub, przedstawiona była niewiasta w błękitnych szatach, na której prawej dłoni siedział gołąb z zieloną gałązką w dziobie. W polu drugim znajdował się Ogończyk – herb nadany Dobrzyniowi przez Ignacego Działyńskiego, herbowego Ogończyka.
Jeszcze inny wzór znajduje się w „Herbarzu miast polskich” Plewaki i Wanaga – przedstawiał on w czerwonej tarczy herbowej niewiastę w błękitnych szatach, na której prawej dłoni siedział gołąb z zieloną gałązką w dziobie.
Wzór herbu obowiązujący od 2011 nawiązuje do herbu nadanego w 1896 roku przez cesarza Wilhelma II. Należy jednak zastrzec, że wówczas postacią był rycerz, a pnie były koloru złotego.

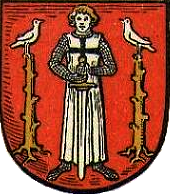
dawny herb Golubia
Herb na fladze Golubia-Dobrzynia